# Consorzio di bonifica Acque Risorgive
Il Consorzio di bonifica Acque Risorgive è un Consorzio di bonifica attivo nel Veneto centro-orientale, tra le provincie di Padova, Venezia e Treviso. Ha sede a Venezia-Chirignago.

## Storia
Il Consorzio è stato costituito nel 2009 in base alla Legge regionale 8 maggio 2009 n. 12 "Nuove norme per la bonifica e la tutela del territorio" con la quale la regione Veneto attuava una riorganizzazione delle strutture consortili; l'ente deriva infatti dall'accorpamento dei precedenti Consorzio di bonifica Dese Sile e Consorzio di bonifica Sinistra Medio Brenta. L'anno successivo ne è stato approvato lo statuto.

## Comprensorio
Il territorio di competenza si estende su una superficie di 100.430 ettari compresa grossomodo tra i fiumi Sile e Brenta-Naviglio del Brenta sino ai margini della Laguna Veneta. I comuni coinvolti sono in tutto 52 (ma solo 24 vi sono interamente compresi), dei quali 23 in provincia di Padova, 18 in provincia di Venezia e 11 in provincia di Treviso.
Tra i bacini idrografici gestiti, del tutto o in parte, si citano quelli di Muson Vecchio, Tergola, Muson dei Sassi, Lusore, Sile, Zero, Dese, Marzenego, Gambarare e Settima Presa Superiore.
Scopo principale del Consorzio è la gestione e la manutenzione dei corsi d'acqua naturali e di bonifica nonché delle idrovore che drenano le acque meteoriche e reflue dalle aree sottese di bonifica, una parte delle quali sono situate sotto il livello medio mare della Laguna di Venezia. 